# Corneille de Lyon

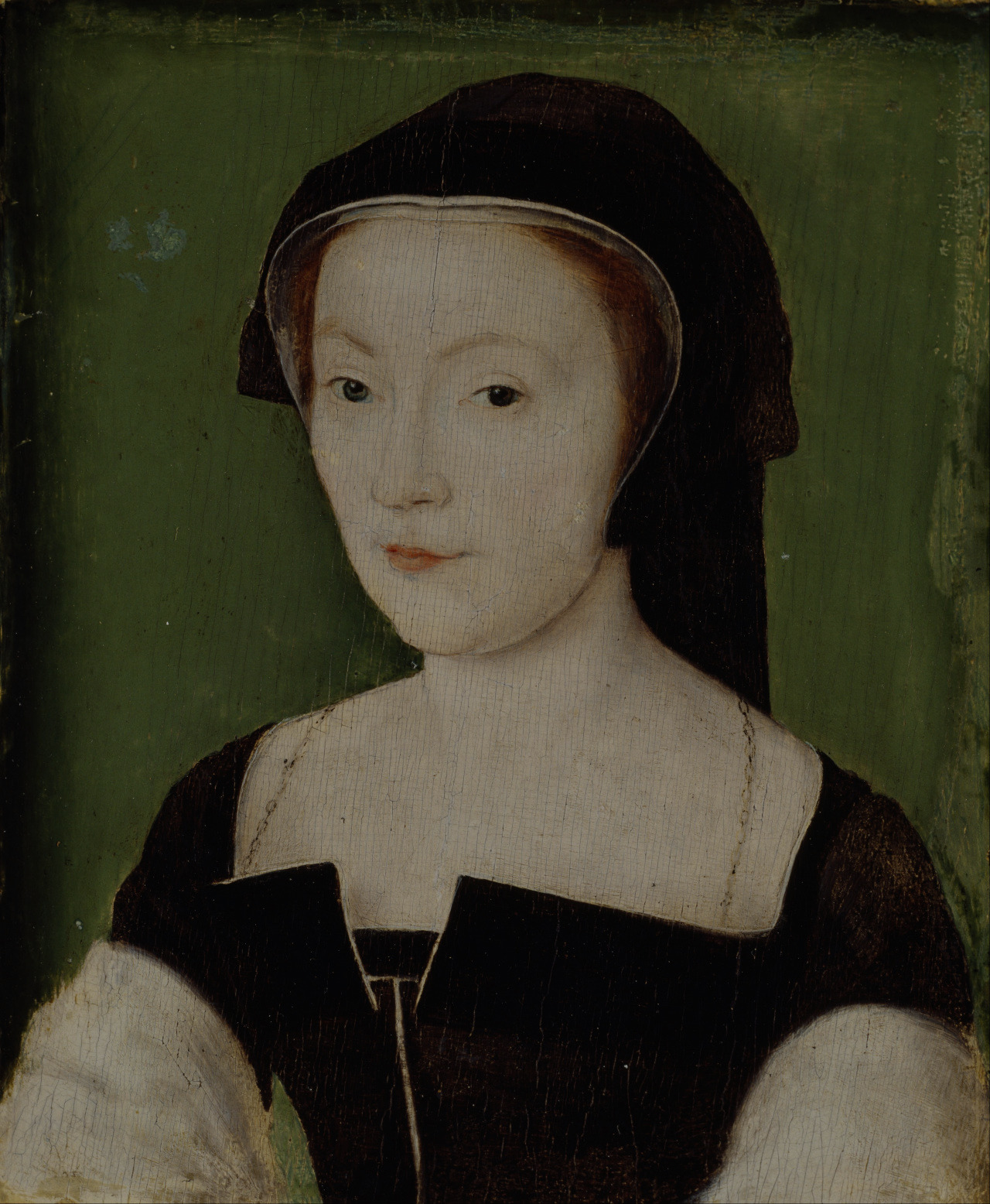
Lyons Marie de Guise, Königin von Schottland

Corneille de Lyon, auch Corneille de la Haye genannt (niederländisch Cornelis van Den Haag), (* zwischen 1500 und 1510 in Den Haag; † 1575 in Lyon) war ein flämisch-französischer Maler der Renaissance.

## Leben
Obgleich er zu Lebzeiten, ebenso wie seine Söhne, unter dem Namen „de la Haye“ bekannt war, weiß man nichts über seine Jugend in Holland. Sein voller Name ist ebenso unbekannt. Der Name „de Lyon“ wurde erstmals im 19. Jahrhundert von Bouchot benutzt. 
Corneille ließ sich 1533 in Lyon nieder und wurde mit seinen Porträts berühmt. Ab 1536 fing er an, Bildnisse der Mitglieder der Königsfamilie und von Personen aus dem Umkreis des Hofes bei deren Aufenthalten in Lyon zu malen. Spätestens ab 1541 war er Hausmaler („peintre de la maison“) des französischen Thronfolgers, des späteren Königs Heinrich II., nach dessen Thronbesteigung 1547 Hofmaler, auch unter seinen Nachfolgern König Franz II. und König Karl IX. von Frankreich. Trotz der Ernennung zum Hofmaler verbrachte er seine restliche Lebenszeit in Lyon und malte auch Bürger.
Er heiratete die Tochter eines berühmten Druckers und sicherte sich dadurch und durch den Umzug in das Quartier der Drucker in der Nähe von Notre-Dame-de-Confort, eine stabile und angesehene Position in der Gesellschaft. Dies ermöglichte ihm zudem von seinem Beruf zu leben, und mit anderen Künstlern im Quartier zusammenzuarbeiten. Corneille besaß die Möglichkeit, Kopien von seinen Werken zu erstellen (wahrscheinlich überwiegend von Mitarbeitern), um auf spätere Wünsche von Auftraggebern oder neuen Kunden reagieren zu können. Bis zum Ausbruch der Hugenottenkriege liefen seine Geschäfte gut. Obwohl er Protestant war und von Angriffen verschont wurde, sah er sich 1569 gezwungen, zum Katholizismus überzutreten.
Von Corneille sind ausschließlich kleine Porträts (10 × 12 cm bis 20 × 25 cm) mit einfarbigem, grünem oder blauem, Hintergrund bekannt. Sie zeigen den Körper höchstens bis zur Taille. Sie sind durchweg unsigniert, nur eines, Porträt Pierre Aymeric im Louvre, rückseitig vom ersten Eigentümer beschriftet und datiert (1534, Corneille ist dort als Maler der Königin Éléonore bezeichnet). Die Qualität ist sehr unterschiedlich, die Unterscheidung von eigenhändigen und Werkstattarbeiten unsicher. Die Köpfe sind in der Regel mit großer Sorgfalt und Genauigkeit, zum Teil ausdrucksstark und lebendig ausgeführt, andere Teile zumeist ohne individuelle Merkmale. Die Köpfe sind überdies zum Teil durch die Beleuchtung hervorgehoben; dabei tritt ab etwa 1540 eine Tendenz zur Verkürzung der Schatten auf. Die Porträts wurden ohne vorbereitende Zeichnungen sofort in Öl auf Holz gemalt. Für die frühere Annahme, sie seien weitgehend nach Zeichnungen oder Gemälden anderer Künstler entstanden, gibt es keinen Beleg; sie widerspricht außerdem zeitgenössischen Berichten. 
Seine Werke sind u. a. in Boston, London, New York City, Paris, Versailles und Wien vertreten.